# Markus Eriksson (sportjournalist)
Markus Eriksson, född 1980, är en svensk sportjournalist som skriver för Sportbladet.
Han är mest känd för att rapportera minut för minut från matcher i italienska högstaligan.
Under VM 2006 var han i Tyskland och rapporterade direkt från Sveriges matcher i grupp B. Även under VM 2010 var han i Sydafrika och rapporterade från olika matcher, däribland matcherna Japan-Kamerun och Sydkorea-Grekland.
Den 24 april 2011 blev Eriksson uppringd av målvakten Bengt Andersson, tidigare i Örgryte och IFK Göteborg. "Bengan", som han kallas, berättade för Eriksson om sin debut i sin nya klubb Önnered i division sju. 
Markus Eriksson har också varit tränare för den anrika akademiska fotbollsklubben Göteborgs Studenters IF.